# Лязюв
Лязюв (коми Лязюв) — деревня в Удорском районе Республики Коми, входит в состав городского поселения Благоево.

## География
Село находится на правом берегу реки Вашка, на расстоянии 53 км к северо-западу от села Кослан, административного центра района.

### Часовой пояс
Деревня Лязюв, как и вся Республика Коми, находится в часовой зоне МСК (московское время). Смещение применяемого времени относительно UTC составляет +3:00.

## Население
| 2010 |
| ---- |
| 9    |

### Национальный состав
Согласно результатам переписи 2002 года, в национальной структуре населения коми составляли 71 % из 14 чел., русские — 29 %.